# 周永春
周永春（1573年4月6日—1639年），字孟泰，号毓阳，山東金乡县城北关人。明朝政治人物。

## 生平
万历十九年（1591年）辛卯科山東乡试第十四名舉人，二十九年（1601年）辛丑科会试第四十五名，三甲六十九名进士。授洪洞县知县，调阳曲知县，三十五年四月考选，三十六年八月授礼科给事中，三十八年六月升礼科右，四十年正月升兵科左，八月升礼科都，四十六年八月升太常寺少卿、提督四夷馆，数日後再升右佥都御史、辽东巡抚。次年因开原失陷，泰昌元年（1620年）丁祖母忧归，天启三年（1623年）因多次被弹劾，被逮入诏狱，六月遭遣戍充边。後遇赦免还乡，崇祯十二年（1639年）正月初一卒於家。

## 家族
曾祖周濟世，祖父周恩，父周大備，母侯氏，重慶下。弟茂春、如春、芳春。娶楊氏，繼娶楊氏。